# José de Abreu
José de Abreu (né le 24 mai 1946 à Santa Rita do Passa Quatro, dans l'État brésilien de São Paulo) est un acteur brésilien.

## Filmographie

### Cinéma
- 2012 Mon bel oranger (Meu Pé de Laranja Lima) de Marcos Bernstein

### Télévision
- Le Temps et le Vent, minisérie
- India, A Love Story, telenovela
- Avenida Brasil, telenovela
- Ti Ti Ti, série télévisée
- 2013 : Precious Pearl : Ernest Hauser